# تسريحات الشعر في الخمسينيات من القرن العشرين

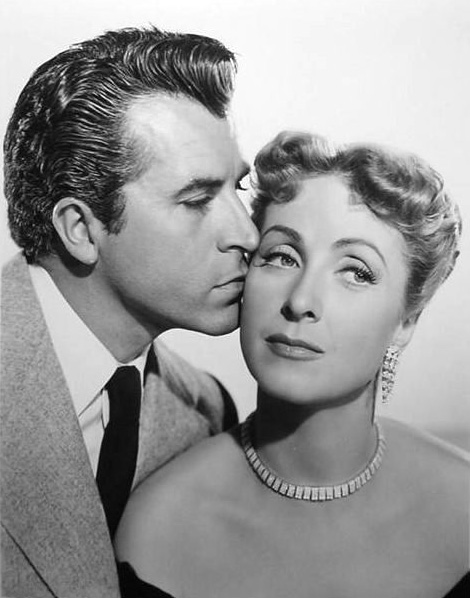
تظهرهنا قصات الشعر النموذجية على فرناندو لاماس ودانييل داريو في أوائل الخمسينيات

كانت الخمسينات الميلادية من العام 1950م عقداً معروفاً بالخبرات في الموضة والثقافات الجديدة. فبعد الحرب العالمية الثانية وسنوات التقشف ازدهرت الخمسينات مما أدى إلى تأثر الموضة ومفهوم الجمال، فقد قام مصففي الشعر بابتكار تسريحات شعر جديدة خاصة بالزبائن الأثرياء. ومن مصففي الشعر المؤثرين بتلك الفترة سيدني غيلاروف، وألكسندر باريس، وريمون بيسون الذي نقل تسريحات الشعر الفرنسية إلى هوليوود، ونيويورك، ولندن وقام بإشهار قصة المخلل وقصة الجنية وتسريحات الشعر المنتفخة.
أثرت صناعة السينما الأمريكية والموسيقى الشعبية بتسريحات الشعر حول العالم سواءً كان بالأزياء السائدة أو بالثقافة الفرعية لسن المراهقة. فمع ظهور موسيقى الروك وثقافة سن المراهقة فإن أزياء المراهقين أصبحت ذات اهمية كبيرة ومميزة عن الاتجاه السائد للموضة مع النمط الأمريكي الذي كان يحتذى به في أوروبا، وآسيا، وأستراليا، وأمريكا الجنوبية. فقد كانت الفتيات المراهقات يسرحن شعورهن بتسريحة ذيل الفرس في حين ان الفتيه المراهقون يقصون شعورهم قصة البحارة والسائد والمفضل أكثر هو تسريحة الشعر «المبللة» المسرحة للخلف.
لقد أثر تطور منتجات الشعر وخصوصاً المثبتات وزيوت وكريمات الشعر بكيفية تصفيفه حول لعالم. فلقد كانت تسريحات شعر النساء في العام 1950م رسمية واقل زينة من تسريحات الشعر في عام 1940م الذي كان يفضل فيه مظهر الشعر الطبيعي رغم انه كان يجعد ويقص ويثبت. كانت تسريحات الرجال الناضجين دائماً قصيرة ومرتبه وبشكل عام مزينة بزيت للشعر. حتى بين «الشباب المتمرد» ذوي الشعور المبللة الطويلة فلقد كان حمل المشط والمحافظة على تسريحة الشعر جزءاً من الثقافة.

## أزياء الرجال
كان لنجوم الأفلام والموسيقى الشعبيين تأثير رئيسي على الأزياء وتسريحات الشعر في العام 1950م. لقد اثر كلا من ايلفيس بريسلي وجيمس دين في طريقة تسريحة كويف بومبادور المرتفعة والمدهونة (التسريحة قصيرة عند الجانبين مع شعر طويل في المنتصف يتم تسريحه إلى الخلف مع إبقاءها مرتفعة)فيسرح شعر الرجال للخلف باستخدام بريلكريم أو بوماد. كانت تسريحة البومبادور اتجاهاً سائداً للموضة في عام 1950م وخصوصا بين فنانين الروكابيلي والممثلون. ومن أنواع التسريحات ايضاً تسيرحة ذيل البطه وتختصرب (D.A) [1] التي نشرها جو سيريللو في عام 194 م وكان من ضمن زبائنه التالين هم من مشاهير الأفلام مثل إلفيس بريسلي وجيمس دي.[2] قام فرانك سيناترا بتغير تسريحة (D.A) وذلك بتسريح الشعر للخلف حول جوانب الرأس باستخدام حواف المشط لتحديد المركز من بداية إلى مؤخرة الرأس مشابهه في ذلك ذيل البطة.و يكون الشعر في مقدمة الرأس اما بشكل فوضوي متعمد بحيث تكون هناك خصل شعر غير مرتبة متدليه على الجبهة أو بتمشيطها وتجعيدها للأمام لعمل تسريحة جذع الفيل التي قد تتدلى حتى تصل لأعلا الأنف وتسرح جوانب الرأس بطريقه تشبه اجنحة البطة المطوية مع سوالف الشعر الكثيفة. [3] وهناك نوع اخر من تسريحة (D.A) وهي معروفه باسم"ديتروي "the Detroit" وهي تسريحة شعر طويلة من الخلف والجوانب ممزوجة مع تسريحة فلات تو. في كاليفورنيا يترك الشعر العلوي من الرأس حتى ينمو ويسرح بتسريحة بومبادور الشبيهة بالموجه تعرف باسم " بريكر". أصبحت تسريحة (D.A) قصة شعر رمزية بين الشباب الساخطين الذكور في جميع انحاء العالم المتحدث بالإنجليزية خلال عام 1950م الذي كان رمزاً لصورة الشباب المتمرد " الفتى السيئ". [1][4][5] كانت إدارة المدرسة الثانوية التي غالباً ما تفرض قيوداً لطول شعور الذكور تستنكر هذا النوع من التسريحات كجزء من قوانين الزي الخاص بالمدرس.[6] ومع ذلك فإن هذا النوع تم تناقله على نطاق واسع بين الرجال من جميع الاعمار.[2]
اعتبرت القصة الاعتيادية التي تكون مدببة من الجوانب ومن الخلف كقصة مرتبه يفضلها الآباء وإداريين المدارس في الولايات المتحدة. ومن القصات المشهورة أيضاً خصوصاً بين طلاب المدارس والجامعات هي قصة البحارة وقصة فلات توب وايضاً قصة ايفي ليغ.[11][12]لقد كانت قصة البحارة مستمدة من قصات شعر العساكر التي يفعلها الملايين من المجندين وكان يفضلها الرجال الذين يرغبون بالظهور«الترسيخ» أو الدخول ضمن التيار. كان شمع البوتش يستخدم يومياً في مع هذه القصة لجعل الشعر القصير مستقيماً للأعلى ومن المشاهير الذين فضلوا هذه القصة هم ستيف ماكوين وميكي مانتل وجون قلين. انخفضت شهرة هذه القصة تدريجياً بحلول نهاية العقد فأصبح الشعر الطويل للرجال موضةً في منتصف الستينات.
وقد كان مشاهير الرجال ذوو البشرة السوداء يجعلون شعورهم قصيرة ومسرحة بطريقة غير مستقيمه.
من الأنواع المختلف من تسريحة الكويف في جنوب شرق اسيا كانت «بوف كاري» التي تسرح بتمويج مائل للشعر عند مقدمة الرأس.[14] كان اتجاه الموضة المسمى بقيك شيك "GeekChic" موجهاً للناس المثقفين ففيها يتم عمل نفح للشعر أو يتم دهنه وتسريحة للخلف مع ارتداء نظارات سوداء التي قام بإشهارها أمثال بودي هولدي وبيل إيفانس. في الخمسينات الميلادية كانت تسريحة سرفنق "surfing" للرجال ذات شعبية عند راكبوا الامواج ويتميز هذا الاسلوب بطبقاتاللشعر التي اجتاحتها الرياح وكانتهذه القصة في الاصل تكثر في مناطق الشواطئ مثل شواطئ هاواي وكاليفورنيا.

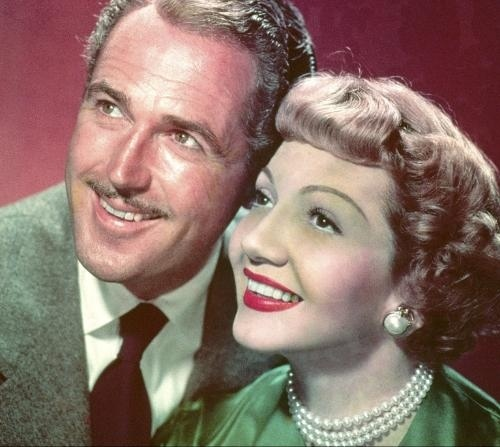
ياتريك نولز مع تسريحة شعر مفرقة ومسرحة للخلف

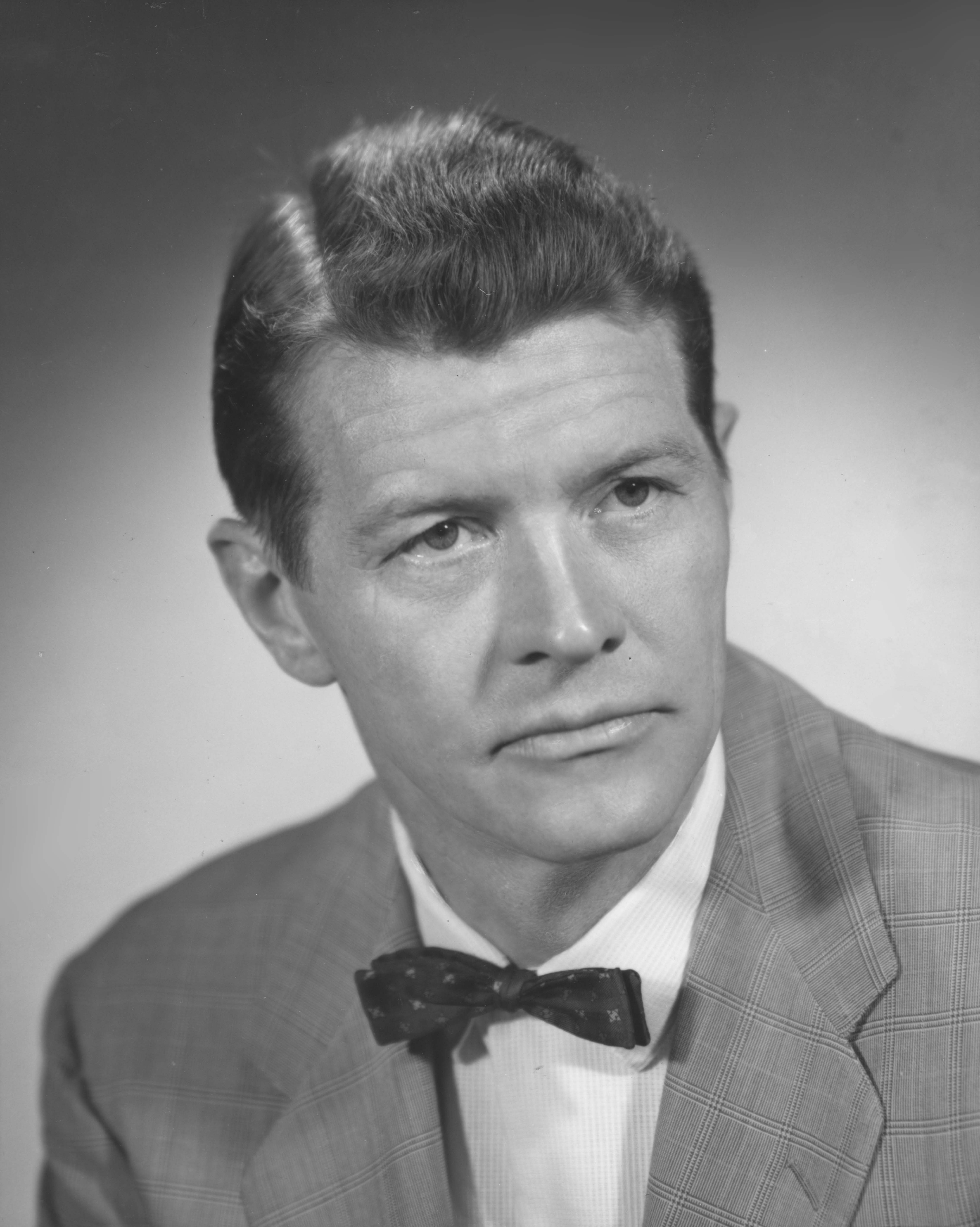
كريستيان انفنسن في 1950م مع تسريحة شعر اعتياديه

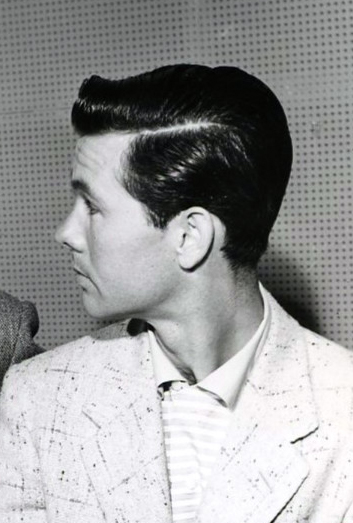
جوني كارسون في عام 1955 م بتسريحة الجانب مفرق مع الكويف

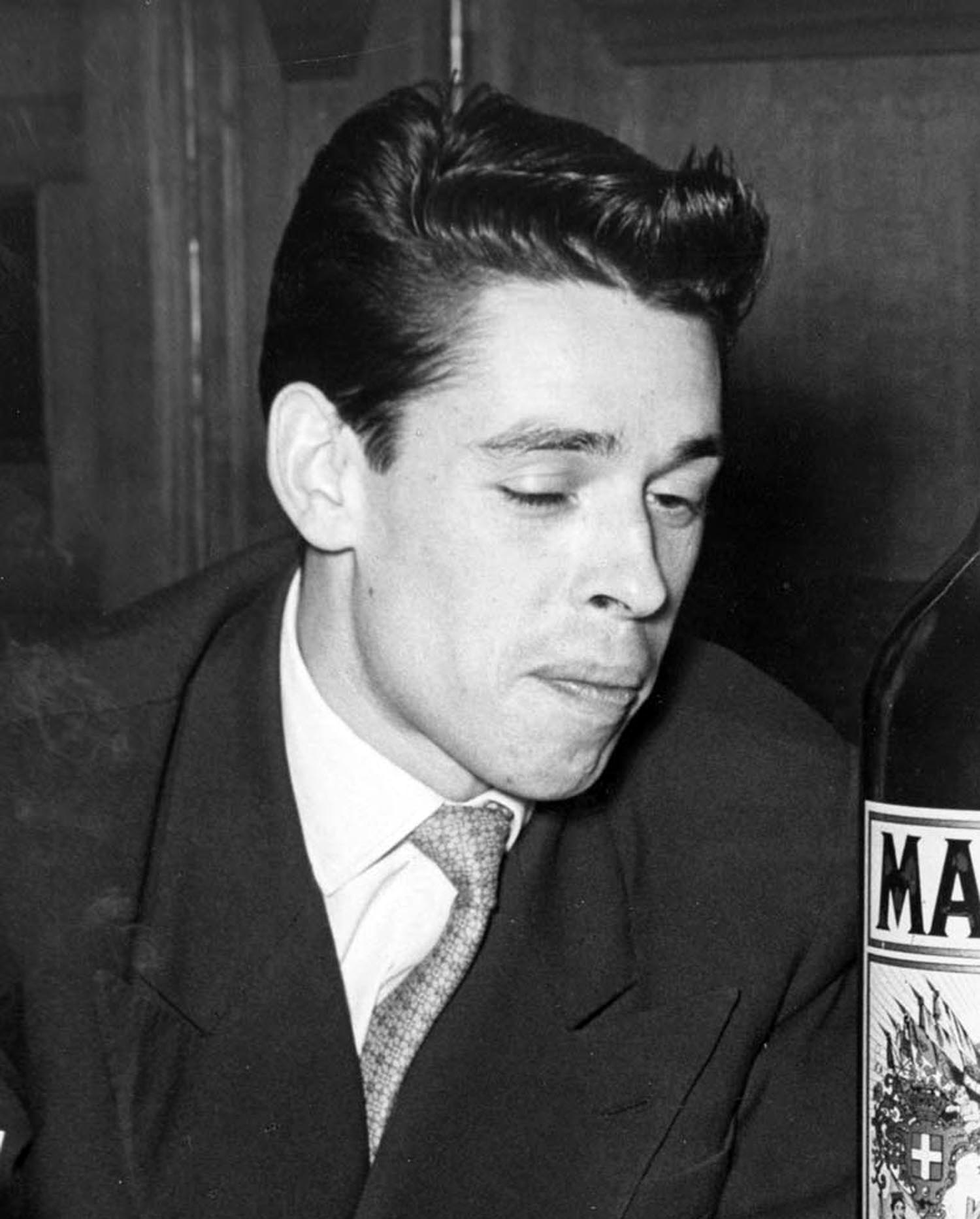
جاك بريل في عام 1955م بتسريحة بريكر مع شاربان خديان

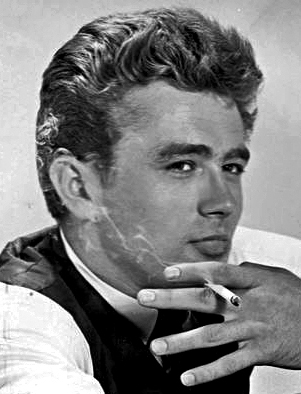
جيمس دين في عام 1955م

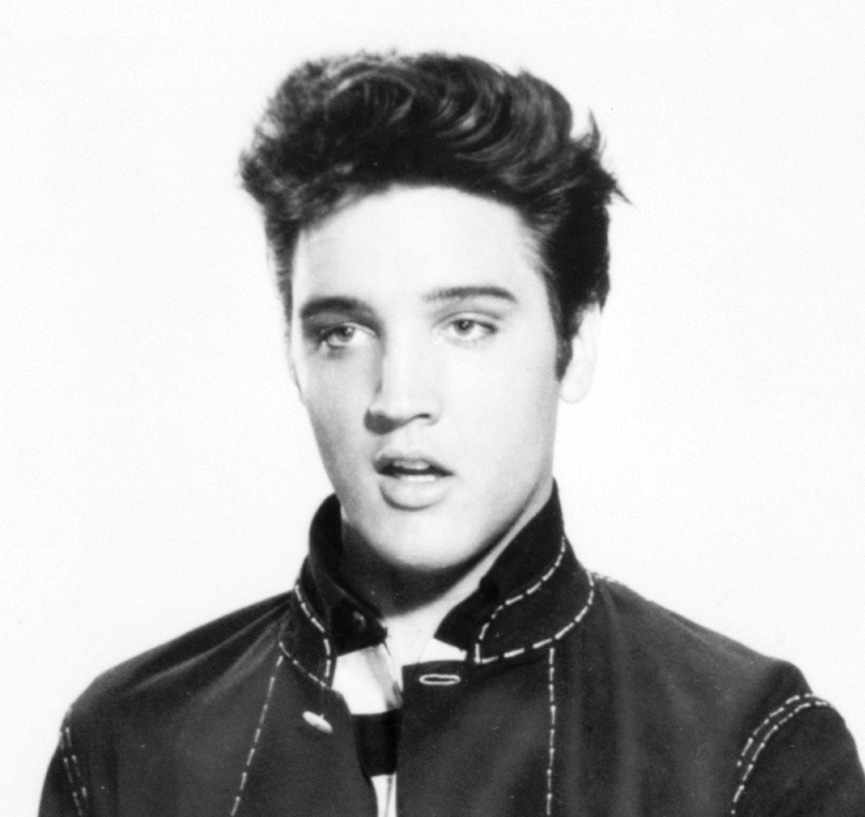
الفيس بريسلي في عام 1957م

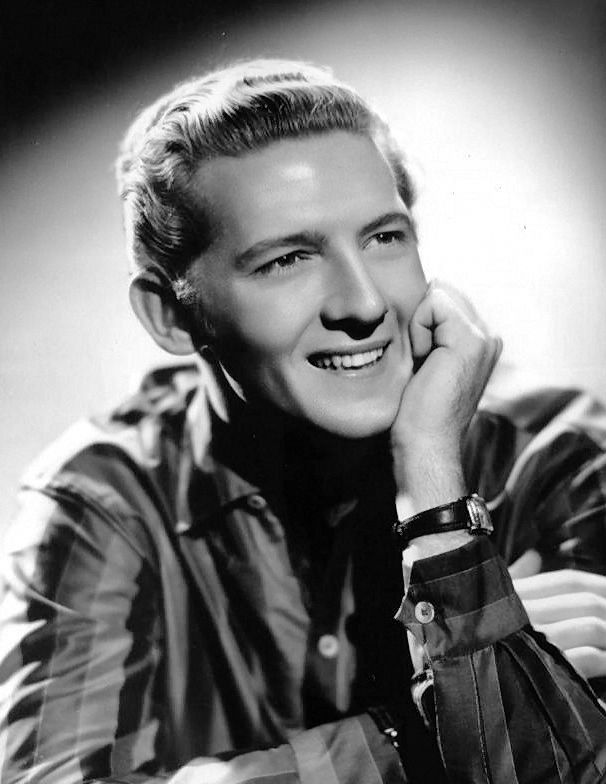
جيري لي لويس في عام 1958م

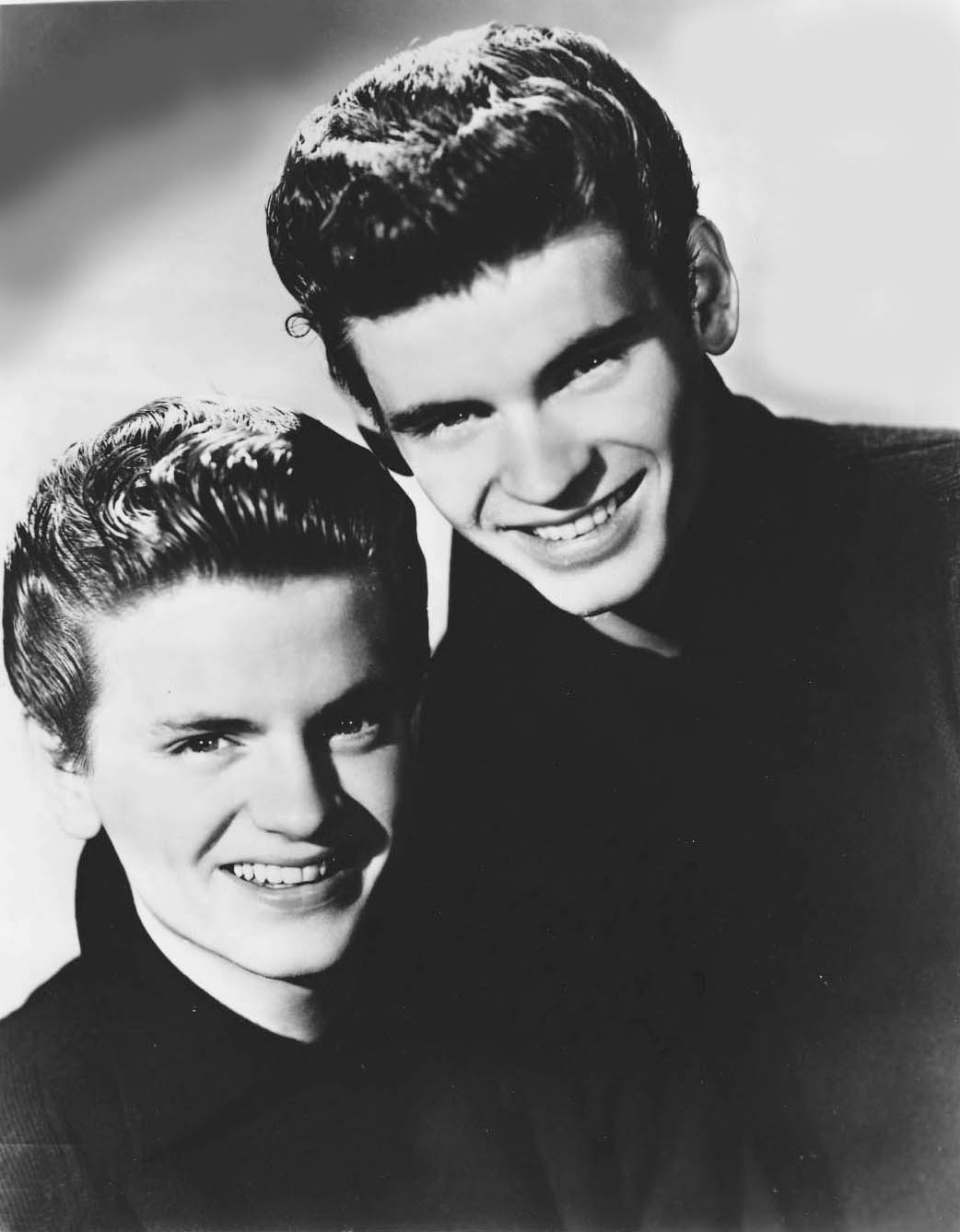
الأخوين ايفرلي: فيل ودون في عام 1958م

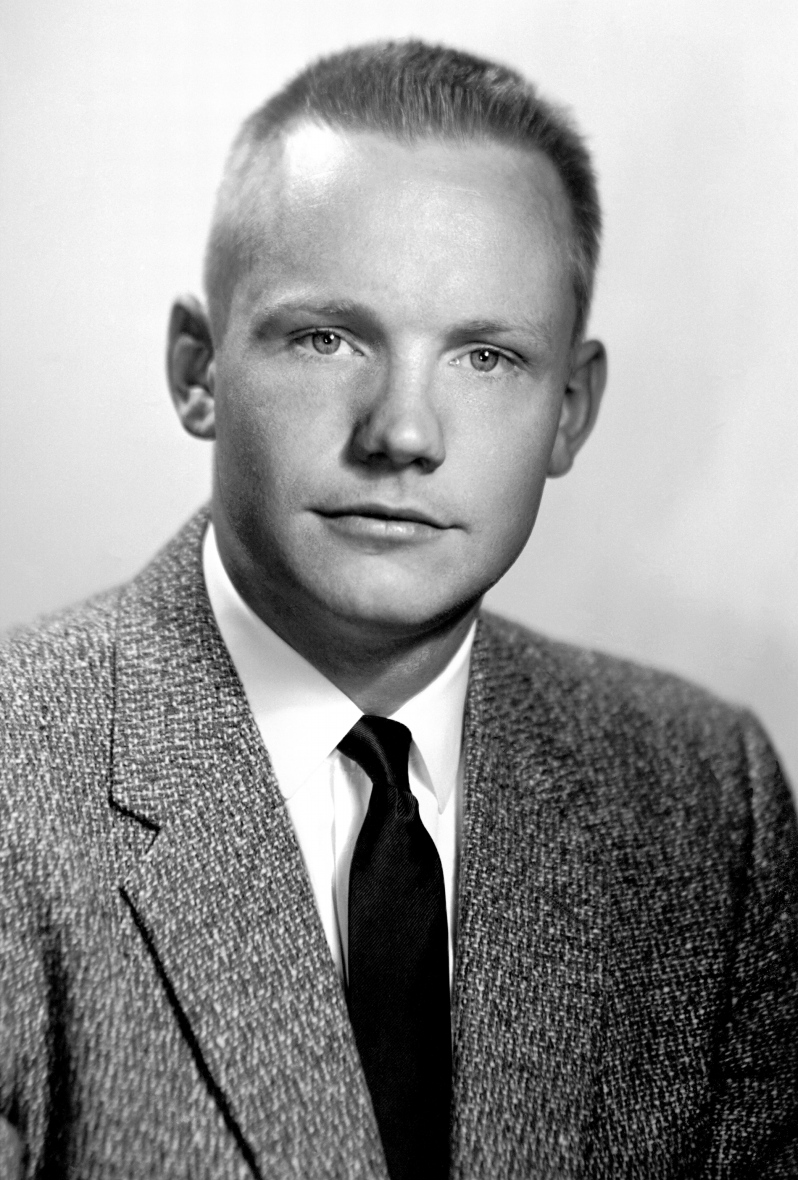
نيل أرمسترونغ في عام 1956م بقصة البحارة

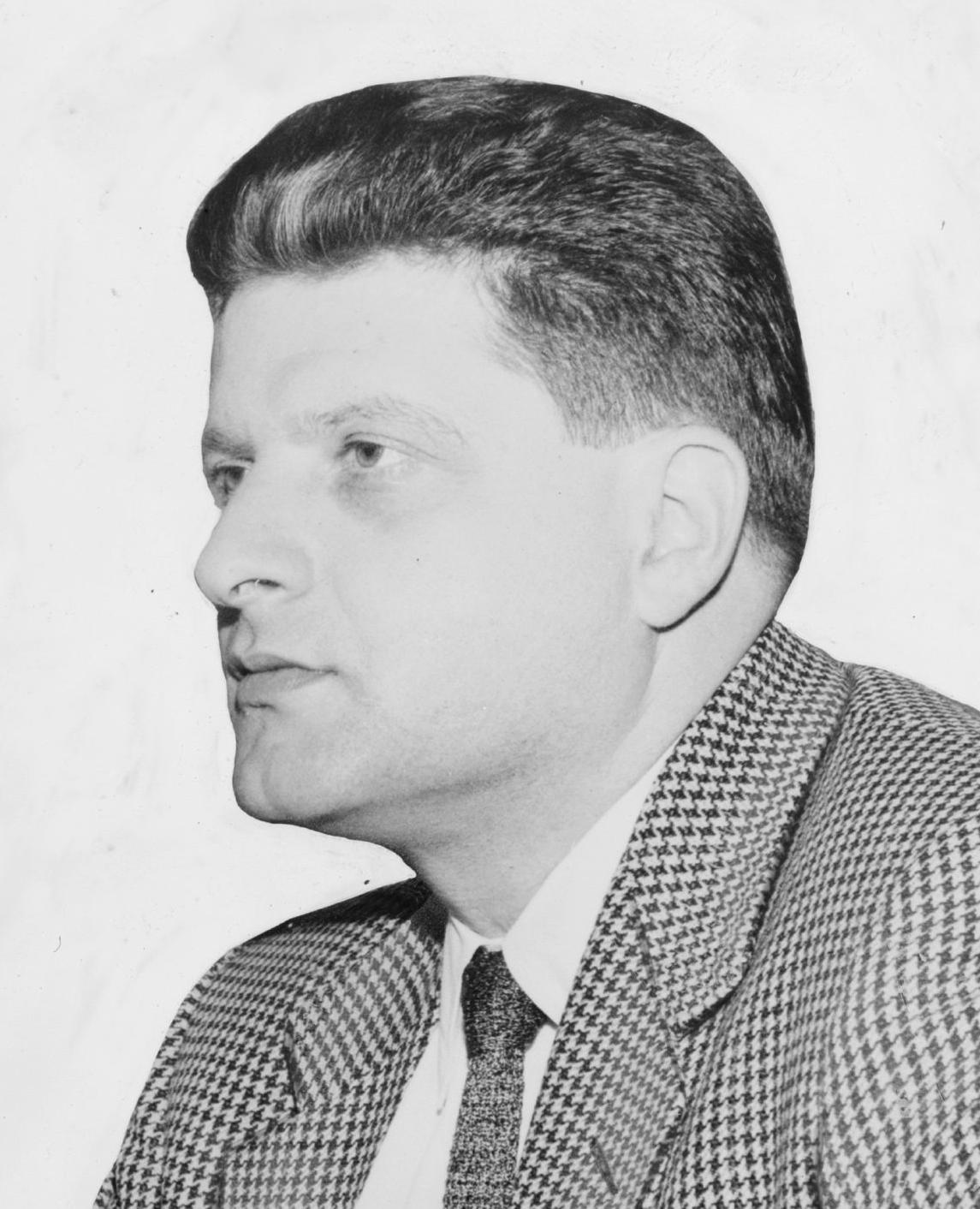
بادي تشايفسكي في عام 1950م بقصة إيفي ليغ

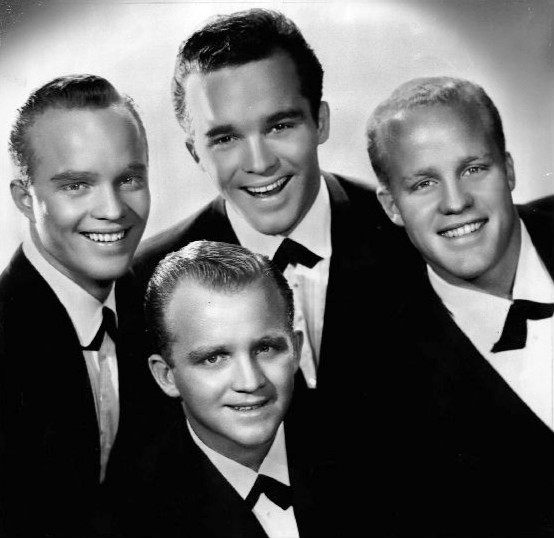
غاري وليندسي وفيليب ودينيس كروسبي في عام 1959م بأشكال مختلفة لقصة البحارة وقصة ايفي ليغ

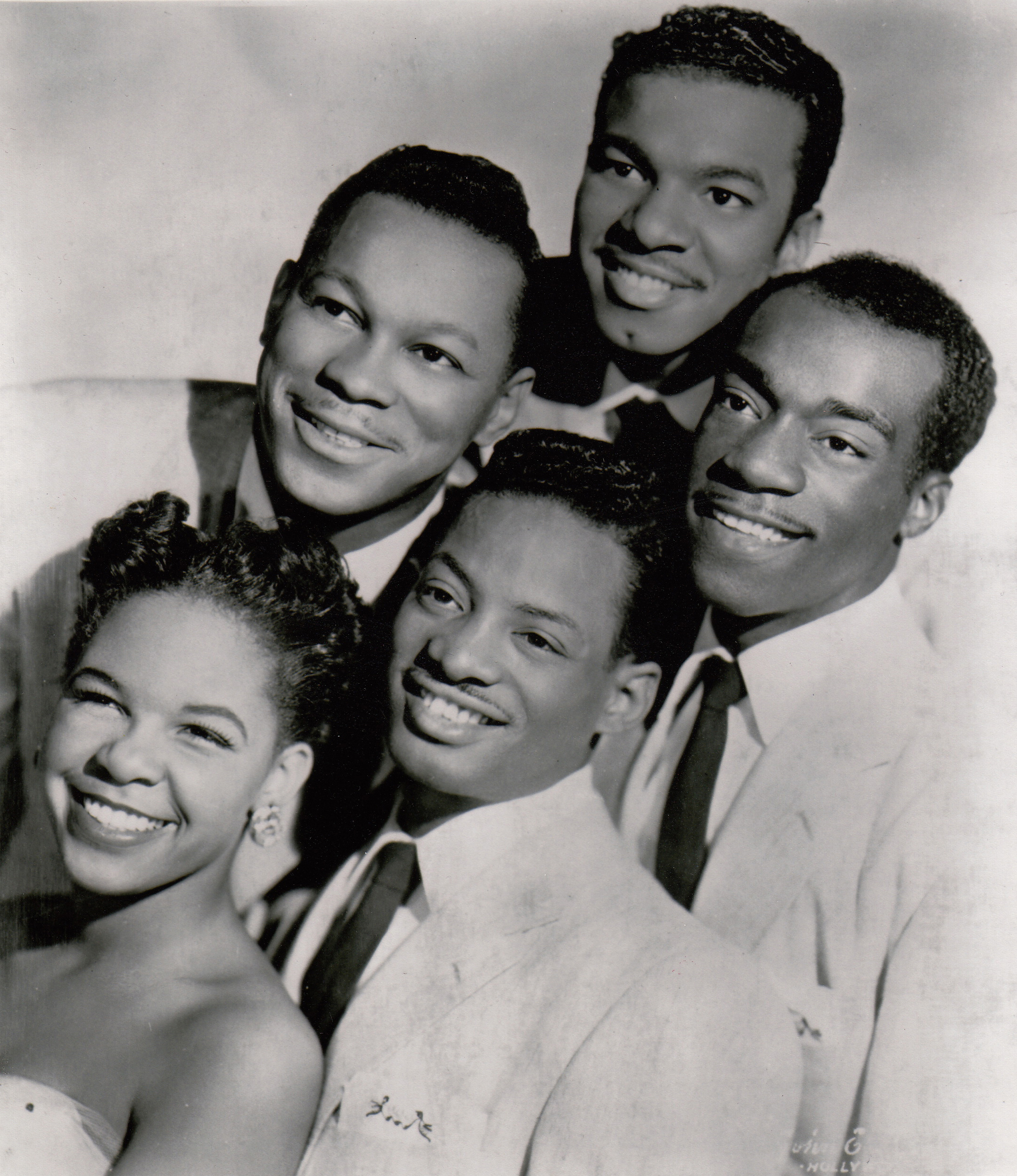
بلاترز في عام 1950م[na1] بأشكال مختلفة لقصة البحارة وقصة ايفي ليغ

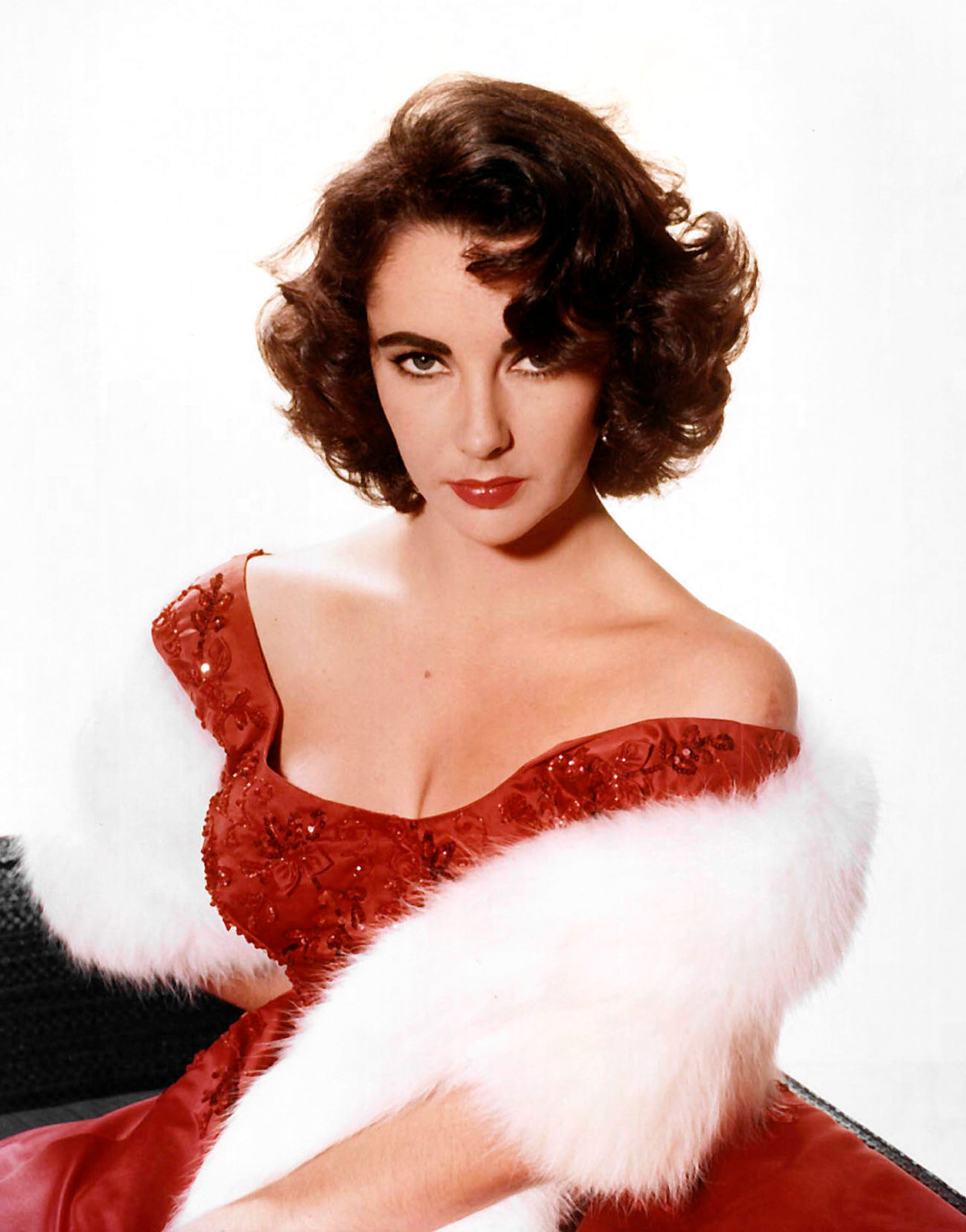
إليزابيث تايلور في عام 1955م

الجزء الجانبي
ت   تسريحة بومبادور الطويلة
قصة البحارة وايفي ليغ

## أزياء النساء
لقد كانت تسريحات الشعر للنساء في الخمسينات من القرن العشرين متنوعة فهناك أطوال مختلفة للشعر على الرغم من ان النساء الأكبر سناً من 22 عام يفضلن بشكل عام الشعر القصير إلى متوسط الطول. كانت النساء عامة ايحاكين تسريحات والوان شعور شخصيات الأفلام الشعبية ومجلات الموضة ولعبت عارضات الأزياءالأشهر دوراً محوريا في نشر الموضة [2] فقد طور باريس إسكندر موضة تسريحة خلية النحل وقصة الخرشوف التي شوهدت على غريس كيل، ي وجاكي كينيد, و دوقة الريا,ح وإليزابيث تايلو,ر وتيبي هيدرن.[15] بشكل عام، كان نجوم الأفلام من النساء يفضلن تسريحة البق القصيرة ممايمهد الطريق لموضة الشعر الطويل في الستينيات الميلادية. كانت قصات الشعر القصيرة جداً مألوفة في أوائل الخمسينات. بحلول منتصف العقد، لم تكن تلبس القبعات كثيراً خصوصاً مع تسريحات الشعر القصيرة ثللر " قصة إليفن "لقصيررة وامجعدة أأو "القصة الإطالية " و "قصة البودلاولجووما ظهر لاحقاً كتس نفخ االمنتفخ لشعر وخلية النحل التي أصبحت موضة (تلقب أحيانا B52s 2 إس بسبب تشابهها مع الانفاق المنتفخة للقB52sفي2 إس ستراتوفوتريس) [16]غالباً ما يجعل النجوم أمثال مارلين مونرو وكوني فرانسيس وإليزابيث تايلور وأودري هيبون شعورهم قصيرة ومنتفخة. يبرم الشعر في تسريحة البودل ليصبح مجعداً مماثلاً لشعر البودل المجعد (يتطلب تجعيد الشعر وقتاً وجهداً). لقد شهرت هذه التسريحة من قبل ممثلات هوليود مثل بيجي غارنر ولوسيل بول وآن سذرن وفاي ايمرفسون. في الازدهار ما بعد الحرب العالمية في خمسينيات القرن العشرين بالتحديد كانت تة نفخ المنتفخ الشعر هي الأكثر دراماتيكيه وتعتبر أسلوباً مثالياً حيث سهل استخدام بخاخ الأيروسول الحفاظ على شكل " الشعر المسرح للخلف أو الشعر المنفوش المثبت" وهذا يستلزم اعتناء كبير بالشعر للحفاظ على النفخة. وكان هناك زيارات متكررة لصالون تصفيف الشعر لتجعيده كالمد قلاً. قامت ممثلة شخصية Mouseketeer أنين فانيتشيلو بعمل هذه التسريحة في فلم “Beach Party “
عرف الشعر القصير المجعد بشكل خفيف مع قصة البودل باسم الغرة القصيرة "short bangs “ ولقد كانت ذات شعبية ويفضلها النساء أمثال السيدة الأولى مامي ايزنهاور.[2][12] لقد كانت صبغة الحناء للشعر ذات شعبية في الخمسينيات في الولايات المتحدة حيث كانت تظهر في مسلسلات التلفاز الكوميدية الشهيرة مثل"I love lucy” فإن لوسي بال (وفقاً لتصريح زوجها) فإنها استخدمت الحناء لصبغ شعرها البني للون الأحمر.[2] لقد شهرت قصة البودل ايضاً من قبل أودري هيبورن، فقد كان لشخصية أودري هيبورن في فلم " Roman Holiday “ في 1953م قصة شعر قصيرة تسمى بقصة الجنية "gamine-style" التي أبرزت عنقها الطويل والتي قام بهل العديد من النساء بعدها.[18] في فلم "sabring" تظهر شخصية أودري هيبورن في البداية بشعر طويل وعادي أثناء حضورها لمدرسة تعليم الطهي ولكنها رجعت لبيتها في باريس بتسريحة شعر أنيقة وقصيرة ومحدده للوجه "Paris hairstyle" وقام النساء ايضاً بتقليدها. أبقت هيبورن لون شعرها الاسود ورفضت تغير لونه لأي فلم في حين أن موضة النساء في ذلك الوقت كانت " blond bombshell". [2]

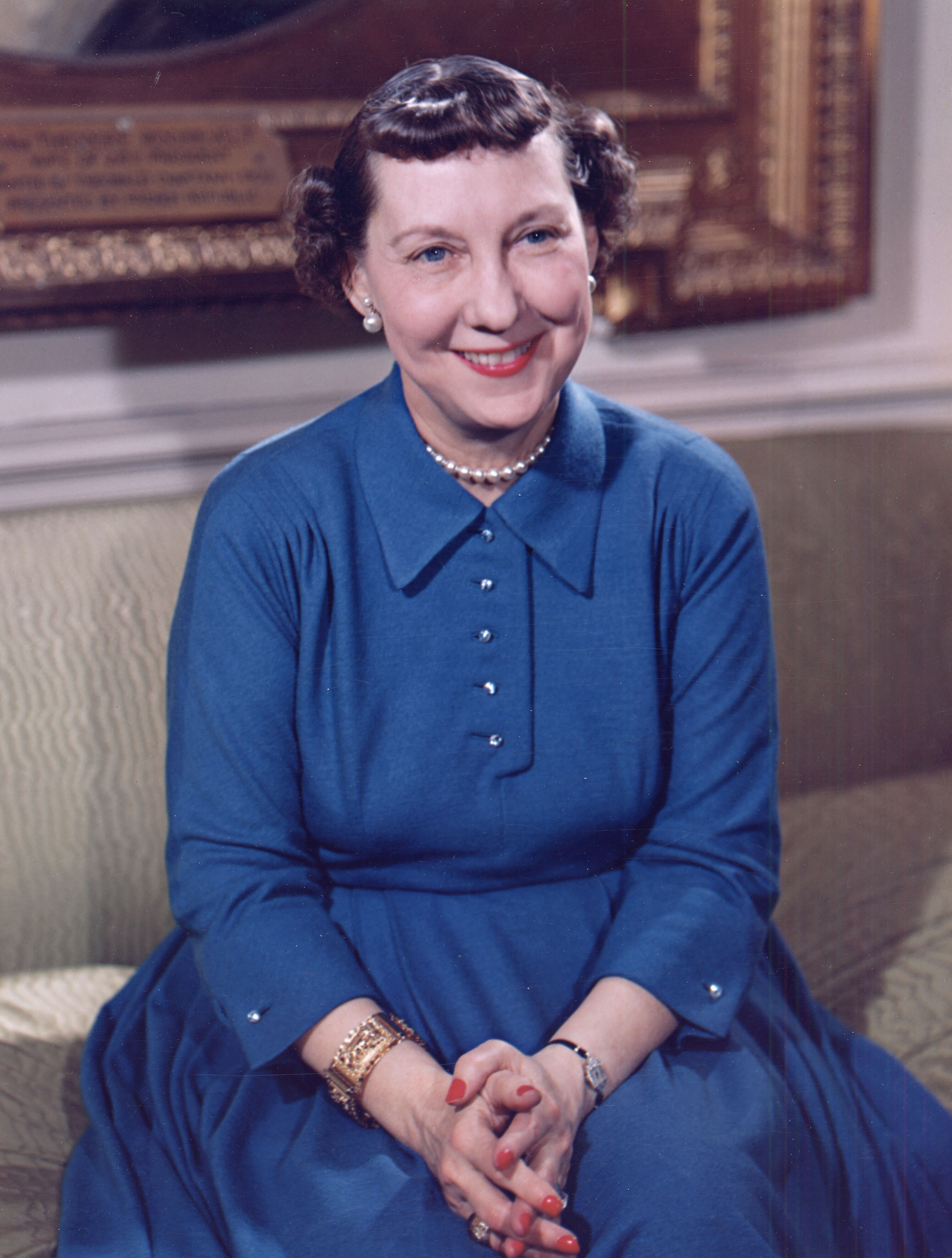
مامي ايزنهاور بتسريحة الغرة ذات الأطراف القصيرة

اتخذت جاكلين كنيدي أسلوب الشعر القصير في زفافها في عام 1953م وقامت لاحقاً بعمل نفخه لشعرها مع تسريحة «خلية النحل» ممزوجة بقصة «الفقاعة» القصيرة حتى أصبت هذه التسريحة من أشهر تسريحات النساء في الخمسينات الميلادية. كانت غريس كيلي تفضل تسريحة بوب المتوسطة الطول والتي كانت مؤثرة ايضاً في تلك الفترة الا إن لبعض النساء مثل بيتي بيج فضلوا الخصلات الطويلة والمفرودة والداكنة وايضاً الغرة وبها كان النساء يعرفن ب «الفتيات المتغلبات». [12] في الخمسينات الميلادية أصبحت تسريحة ذيل الحصان ذات شعبية كبيرة بين الفتيات المراهقات وغالباً ما تربط بوشاح [2][18] وقد عرفت تسريحة ذيل الحصان من دمى باربي في عام 1959م وبعد بضع سنوات ظهرت دمى باربي بتسريحة خلية النحل.[2] كانت قصة الخرشوف التي اخترعها جاك ديسانج مصممة خصيصاً لبريجيت باردو.[11] لقد كانت تسريحات الشعر المدمجة ذات شعبية في فترة الخمسينات حيث قل اهتمام الناس بتصفيف الشعر على الرغم من المظهر الجديد المصمم من قبل ثورة كريستيان دور بعد الحرب. [11]

## المنتجات

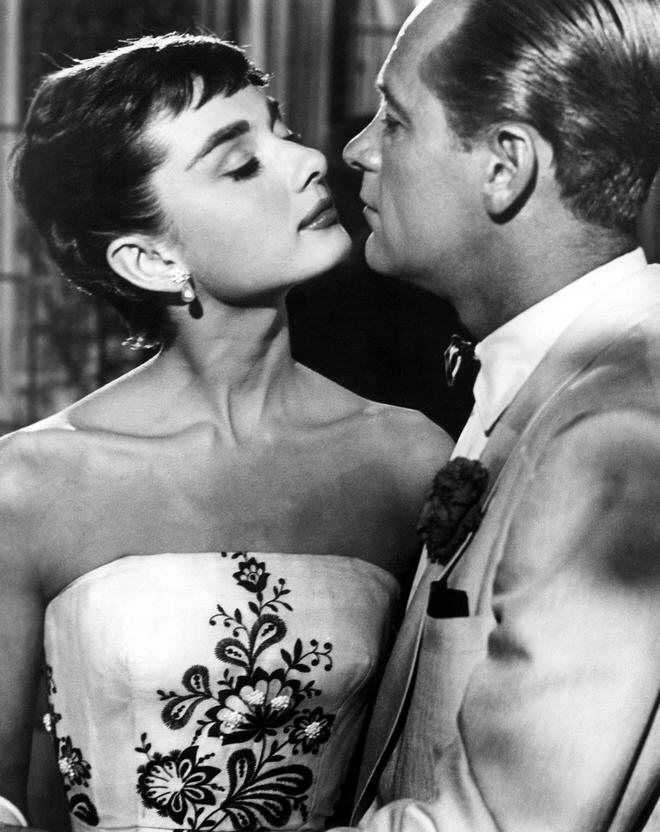
أودي هيبورن بقصة الجنية في عام 1954م

في الخمسينات الميلادية بالاقتران بأخر عقدين أصبح محلول الشامبو المحتوي على عناصر الترطيب فلسفة شعبية للشامبو أو الغسول المرطب فقامت حملة كليرول الإعلانية «هل هي... أم لا» بدعم مبيعات منتجات صبغ الشعر التي لم تكن فقط لمصلحة شركتهم بل عبر صناعة صبغ الشعر.[19]
اعتمدت تسريحة الشعر المنتفخ على الاستخدام الوفير لمثبتات الشعر لتثبيتها لمدة أسبوع. [20] فقد كانت مثبتات الشعر في هذه الحقبة مصنوعة من مركبات كيميائية مختلفة عما يستخدم اليوم ولم تكن عملية إزالتها من الشعر سهله كمنتجات اليوم. [21] ولكن حتى التسريحات التي لم يكن مبالغ بها لحد كبير مثل تقسيم الشعر من اليمين واليسار قبل تسريح الغرة لجهة واحدة من الشعر تتطلب تثبيتها باستخدام مثبت الشعر.[22] كان مونيل ملوريد الفنيل من أحد مكونات مثبتات الشعر في الخمسينات والذي كان يستخدم كبديل لمركبات الكلوروفلوروكربون التي تبين لاحقاً انها سامة وقابلة للاشتعال.
لقد أتى جل الشعر مثل ديبيتي دو بأشكال مختلفة كالبخاخ أو الهلام وكان يشار إليه ب «جل الترصيع.» [20] تعهدت منتجات الشعر الأفريقية الأمريكية بالشعر الطبيعي للمرأة ذات البشرة السمراء والمقصود بالطبيعية الشعر المفرود واللين والسلس حيث تم الإعلان عن هذه المنتجات بحيث لا تكون ثقيلة أو دهنية أو ضارة مثل تخليل الزيوت والمرخيات الكيميائية الماضية. [24]
كمية صغيرة من بريلكريم كانت كافية لجعل شعور الرجال لامعه وثابته في مكانها فقد كان شعار بريلكريم "بريلكريم، كمية صغيرة سوف تجملك ".[25] كان يستخدم ايضاً من قبل الناس الذين يعانون من القشرة[26] في حين أن كونك مازال يتمتع بشعبية كبيرة خلال نهاية العقد فإن إسحاق هايس قد أصبح أصلعاً. [13] تم ادخال منتجات نمو الشعر للرجال لأول مره في الخمسينات في اليابان. [27]

## المؤثرين

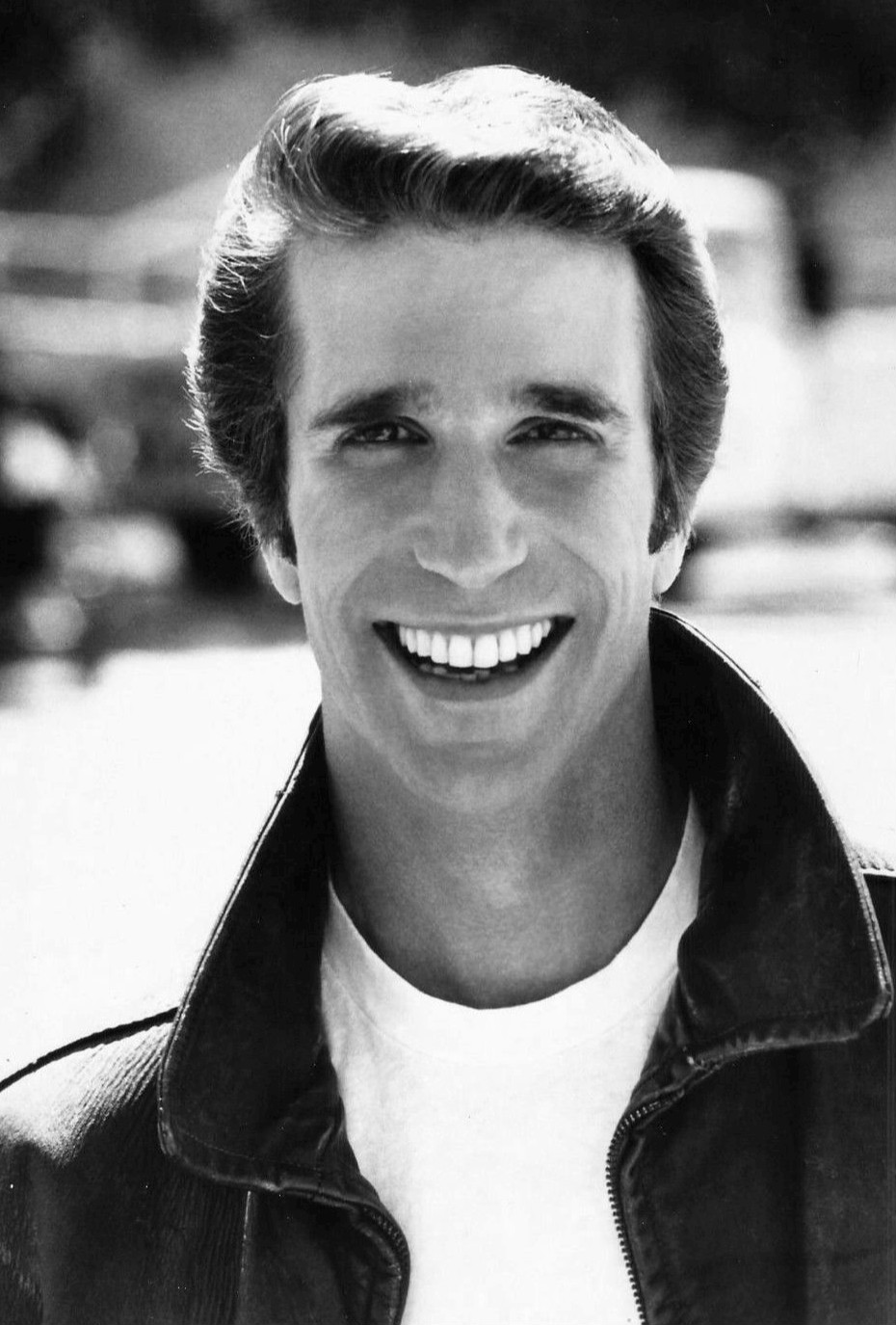
هنري وينكلر في دور فونز

كان للخمسينات من القرن الماضي تأثيراً عميقاً على الموضة ولازال يؤثراً تأثيراً قوياً على الموضة المعاصرة. ومن أشهر رموز الموضة في العالم اليوم هم كريستينا أغيليرا وكيتي بيري وديفيد بيكهام الذين غالباً ما يسرحون شعورهم أو ينغمسون في الموضة المتأثرة بشكل كبير بالخمسينات. فيتأثر أغيليرا من مارلين مونرو [28] وبيكهام من قبل ستيف ماكوين وجيمس دين. [29][30]
أصبحت تسريحة البومبادور شائعة بين الأمريكيين الإيطاليين وأصبحت الصورة جزءاً لا يتجزأ من صورة الرجل الإيطالي النمطية في السبعينات التي تكون في الأفلام مثل:Grease والمسلسلات التلفزيونية مثل: happy days فقد تم الاستشهاد بشخصية فونز التي جسدها الممثل هنيري وينكلير بتسريحة البومبادور المدهنة مع قميصه الأبيض ومعطفه الجلدي "كمثال للفتى السيئ والبارد في الخمسينات. [31] تعتبر تسريحة البومبادور في ثقافة اليابان الشعبية الحديثة أنها تصفيفة شعر نمطية غالباً ما يفعلها أعضاء العصابات والبلطجية وأعضاء yakuza ونظيره الصغير bōsōzoku وغيرها من المجموعات المماثلة مثل يانكي (أشقياء المدرسة الثانوية).[32] تسمى هذه التسريحة في اليابان ريجينت "regent” وكثيراً ما ترسم في أشكال متنوعه من وسائل الإعلام والترفيه مثل الأنمي والمانجا والتلفزيون ومقاطع الفيديو الموسيقية. [33]

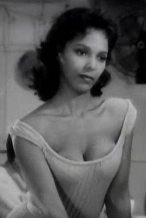
دوروثي داندريدج في عام1958

## اطلع أيضاً
Hairstyles in the 1980s
1950s fashion

## روابط خارجية
Most famous hairstyles of the 1950s نسخة محفوظة 31 أغسطس 2012 على موقع واي باك مشين.